# Kalendżin
Kalendżin – grupa ludów nilotyckich, zamieszkująca tradycyjnie Kenię. Ich populację szacuje się na blisko 6 milionów. Posługują się językami kalendżin. Uważa się, że 2000 lat temu wyemigrowali z obszaru Sudanu Południowego do Centralnej Kenii. Podstawowymi zajęciami jest hodowla bydła, owiec i kóz, a także handel. Niektórzy uprawiają proso, kukurydzę, banany, mango i papaję. 
Większość Kalendżin została nawrócona na chrześcijaństwo. Tradycyjna religia Kalendżin opiera się na wierze w Najwyższego Boga (Asis lub Cheptalel), przedstawianego w postaci słońca, chociaż samo słońce nie jest uznawane za Boga. Drugim bogiem jest Elat kontrolujący grzmoty i błyskawice. Kalendżin wierzyli, że duchy umarłych (oyik) interweniują w sprawy ludzi i mogą być ułaskawione ofiarami (koros) z mięsa lub piwa. 
Dzielą się na kilka grup etnicznych:
- Kipsigis,
- Nandi,
- Keiyo,
- Marakwet,
- Sabaot,
- Pokots,
- Tugen,
- Terik,
- i Ogiek.

Większość kenijskich biegaczy długodystansowych należy do plemienia Kalendżin. Z Kalendżin pochodzą także były prezydent Kenii – Daniel Moi, oraz pięciokrotny mistrz świata w biegach przełajowych – Paul Tergat.